# Stadtlexikon Darmstadt
Das Stadtlexikon Darmstadt ist ein online-Lexikon über die Stadt Darmstadt.

## Geschichte und Beschreibung
Das Stadtlexikon Darmstadt wurde in gedruckter Form erstmals von Roland Dotzert et al. herausgegeben. Die erste und einzige Auflage erschien im Mai 2006 beim Konrad Theiss Verlag.
Das Stadtlexikon Darmstadt wurde in verbesserter Form von der Stadt Darmstadt – in Zusammenarbeit mit dem Stadtarchiv Darmstadt – am Freitag, den 29. Januar 2016 online gestellt.
Die Nutzung ist kostenlos. Es besteht aus ca. 1.800 Artikeln und ca. 900 Abbildungen. An der Realisierung des Lexikons haben mehr als 180 Autoren mitgewirkt. Die Aktualisierung und Überarbeitung hat ca. 3 Jahre in Anspruch genommen. Das Stadtlexikon ist das erste historische Werk der Stadt Darmstadt im Internet.